# Kafoumba Touré
Kafoumba Touré, né le 1er janvier 1994 au Mali, est un footballeur malien. Il évolue au KAC Marrakech au poste d'attaquant.

## Biographie
Kafoumba Touré commence sa carrière à l'AS Gabès en Ligue I tunisienne. Il y inscrit 6 buts en 19 matchs de championnat. Pour la saison 2015-2016, il est prêté au Stade Tunisien où il marque 5 buts en 14 matchs de championnat. 
Pour la saison 2016-2017, il rejoint l'Ohod Club, en Arabie saoudite. Il marque 18 buts en 20 matchs avec Ohod et participe grandement à la montée du club en première division. Le 28 août 2017, il est transféré en Belgique, au Royal Antwerp FC.

## Statistiques
| Saison                | Club                  | Championnat           | Championnat | Championnat | Coupe(s) nationale(s) | Coupe(s) nationale(s) | Compétition(s) continentale(s) | Compétition(s) continentale(s) | Compétition(s) continentale(s) | Total | Total |
| Saison                | Club                  | Division              | M.          | B.          | M.                    | B.                    | Comp.                          | M.                             | B.                             | M.    | B.    |
| 2014-2015             | AS Gabès              | Ligue 1 tunisienne    | 19          | 6           | 0                     | 0                     | -                              | 0                              | 0                              | 19    | 6     |
| Sous-total            | Sous-total            | Sous-total            | 19          | 6           | 0                     | 0                     | -                              | 0                              | 0                              | 19    | 6     |
| 2015-2016             | Stade Tunisien (prêt) | Ligue 1 tunisienne    | 14          | 5           | 0                     | 0                     | -                              | 0                              | 0                              | 14    | 5     |
| Sous-total            | Sous-total            | Sous-total            | 14          | 5           | 0                     | 0                     | -                              | 0                              | 0                              | 14    | 5     |
| 2016-2017             | Ohod Club             | Saudi First League    | 20          | 18          | 1                     | 0                     | -                              | 0                              | 0                              | 21    | 18    |
| Sous-total            | Sous-total            | Sous-total            | 20          | 18          | 1                     | 0                     | -                              | 0                              | 0                              | 21    | 18    |
| 2017-2018             | Royal Antwerp FC      | Jupiler Pro League    | 1           | 0           | 1                     | 0                     | -                              | 0                              | 0                              | 2     | 0     |
| Sous-total            | Sous-total            | Sous-total            | 1           | 0           | 1                     | 0                     | -                              | 0                              | 0                              | 2     | 0     |
| Total sur la carrière | Total sur la carrière | Total sur la carrière | 54          | 29          | 2                     | 0                     | -                              | 0                              | 0                              | 56    | 29    |